# Nicolae Burnete
Nicolae Burnete (n. 4 iunie 1960, Roșia de Secaș, județul Alba) este inginer, fost decan al Facultății de Mecanică din cadrul Universității Tehnice din Cluj-Napoca și din 29 ianuarie 2018,  ministru al Cercetării și Inovării în Guvernul Dăncilă.Este membru la Asociației Generale a Inginerilor din România și a altor asociații profesionale din țară

## Cărți publicate
- N. Bățanga, Nicolae Burnete: Motoare cu ardere internă, Vol. I, II Litografia UTC-N, Cluj-Napoca, 1995.
- N. Bățanga, Nicolae Burnete, Căzilă A., Rus. I., Sopa. S., Teberean I.: Motoare cu ardere internă, Editura Didactică și Pedagogiă, București, 1995, ISBN: 973-30-4922-0.
- N. Bățanga, Nicolae Burnete, Karamusantas D.: Construcția și calculul motoarelor cu ardere internă (Mecanismul motor), Editura Todesco, Cluj-Napoca, 2001, ISBN: 973-8198-17-8.
- Nicolae Burnete: Motoare diesel și biocombustibili pentru transportul urban, Editura Mediamira, Cluj-Napoca, 2008, ISBN: 978-973-713-217-8.
- Todoruț A., Barabas I., Nicolae Burnete: Siguranța autovehiculelor și securitatea în transporturi, 360 pag., UT Press, 2012, ISBN: 978-973-662-764-4.[3]